# Pàmfil (retòric)
Pàmfil  (en llatí Pamphilus, en grec antic Πάμφιλος) fou un retòric i escriptor grec esmentat per Aristòtil juntament amb Cal·lip.
Ciceró (De oratore III. 21) esmenta a un retòric de nom Pàmfil que podria ser la mateixa persona, però és impossible de determinar, i alguns crítics posteriors han cregut que es referia al pintor Pàmfil d'Amfípolis, cosa totalment inversemblant. Quintilià també esmenta a un Pàmfil, potser una tercera persona amb aquest nom.